# Moulin de la Montagne
Le moulin de la Montagne est un moulin situé en France sur l'ancienne commune de Thouarcé (aujourd'hui rattachée à Bellevigne-en-Layon), dans le département de Maine-et-Loire en région Pays de la Loire.
Il fait l'objet d'une inscription au titre des monuments historiques depuis le 30 juillet 1980.

## Localisation
Le moulin est situé dans le département français de Maine-et-Loire, dans le village de Thouarcé.

## Historique

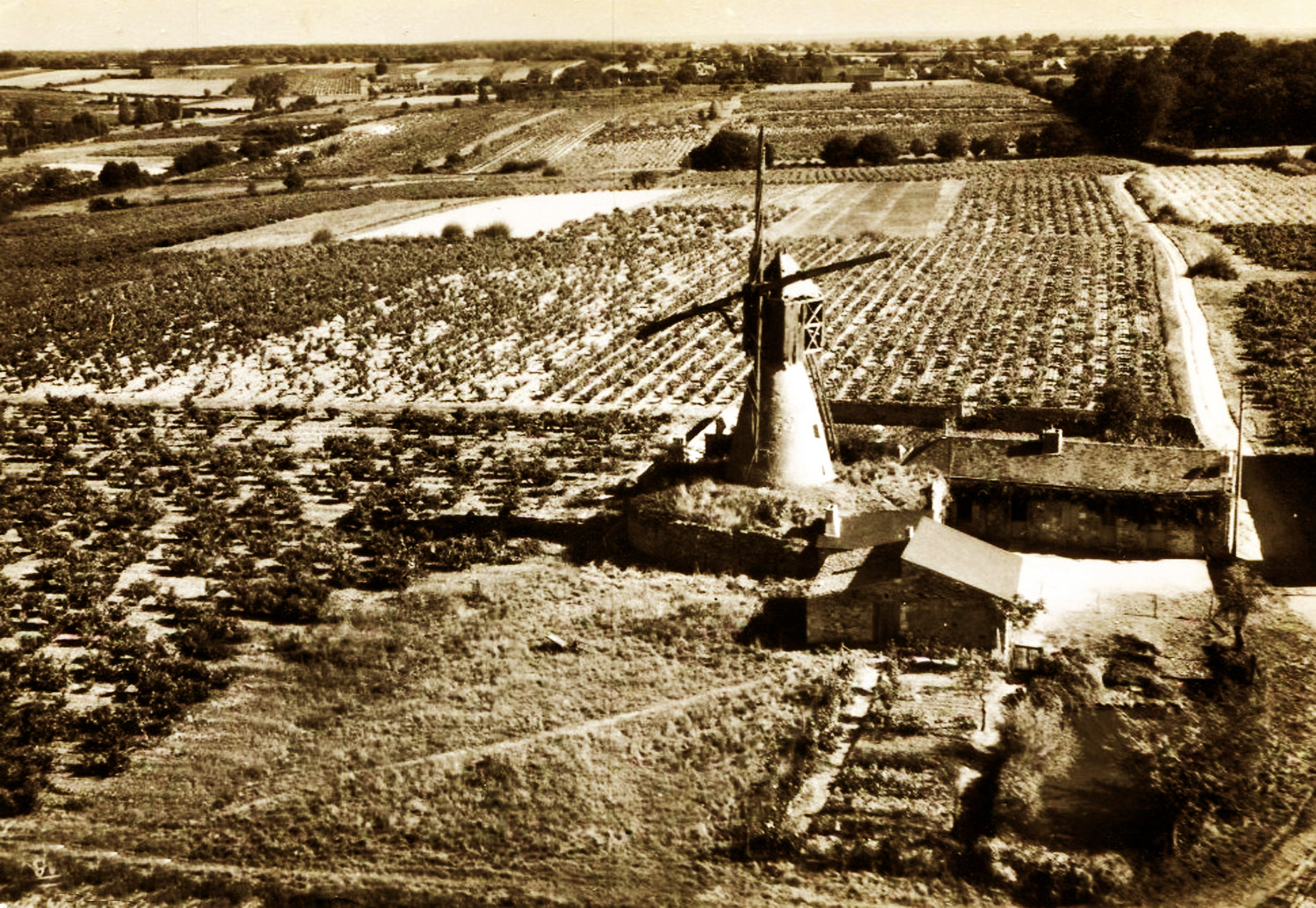
Vue aérienne du moulin (la tour de Beauregard) et du vignoble de Bonnezeaux

C'est un moulin cavier construit au XVIe siècle et équipé de deux paires de meules. Il resta en activité jusqu'en 1914, car son meunier appelé sur le front y décéda. 
Durant la Seconde Guerre mondiale, la tour de Beauregard (nom pris par l'ancien moulin) servit d'observatoire aux troupes allemandes, qui le détruisirent en partie à leur départ en août 1944.
Le 13 décembre 1978, une tempête emporta l'arbre et les ailes, la hucherolle fut enlevée par le propriétaire car trop dangereuse. Cet édifice a été inscrit à l'Inventaire Supplémentaire des monuments historiques le 30 juillet 1980, restauré en 1985, il a été inauguré en 1986.